# Blue Street (Five Guitars)
Blue Street (Five Guitars) – studyjny album Chrisa Rei, wydany w 2003 roku.

## Lista utworów
1. "Blue Miles" – 6:17
2. "Blue Street" – 7:03
3. "Big C" – 5:49
4. "Big C Big Sea" – 2:42
5. "Hofner Break" – 1:37
6. "Heading for the City" – 4:33
7. "1st Snow Mingus" – 8:17
8. "Piano Break" – 1:59
9. "Still Going to a Go Go" – 1:56
10. "Are You Ready" – 2:12
11. "Funk 48" – 4:59